# Funky Kingston
 (juin 2018).
Si vous disposez d'ouvrages ou d'articles de référence ou si vous connaissez des sites web de qualité traitant du thème abordé ici, merci de compléter l'article en donnant les références utiles à sa vérifiabilité et en les liant à la section « Notes et références ».
Albums de Toots and the Maytals
Slatyam Stoot
(1972) In the Dark
(1974)
Funky Kingston est le nom de deux albums du groupe de ska, rocksteady et reggae jamaïcain Toots and the Maytals.
Le premier est publié en Jamaïque et au Royaume-Uni en 1973 chez Dragon Records — filiale du label Island Records —. Le second, avec une programmation différente mais avec la même pochette et le même titre, paraît en 1975 aux États-Unis chez Mango Records.

## Présentation
Funky Kingston est le premier album du groupe distribué par Island Records (ou l'une de ses filiales), fondé par Chris Blackwell, également producteur de cet opus.
Il dispose d'une bonne réception. Lester Bangs, critique rock écrivant pour Stereo Review, décrit l'album comme « la perfection, l'ensemble le plus passionnant et diversifié de chansons de reggae par un artiste... ».
En novembre 1975, la version américaine de l'album atteint la 164e place du classement américain Billboard 200.
Il est élu onzième album de l'année 1975 du sondage annuel de sorties musicales Pazz & Jop, compilé par le journal américain The Village Voice et, en 2003, il se classe à la 380e place sur la liste Rolling Stone des 500 plus grands albums de tous les temps.

## Liste des titres
Toutes les chansons sont écrites et composées par Frederick Hibbert, sauf annotations.
| Édition vinyle originale britannique (Dragon Records, 1973) | Édition vinyle originale britannique (Dragon Records, 1973)          | Édition vinyle originale britannique (Dragon Records, 1973) | Édition vinyle originale britannique (Dragon Records, 1973) | Édition vinyle originale britannique (Dragon Records, 1973) | Édition vinyle originale britannique (Dragon Records, 1973) | Édition vinyle originale britannique (Dragon Records, 1973) | Édition vinyle originale britannique (Dragon Records, 1973) | Édition vinyle originale britannique (Dragon Records, 1973) | Édition vinyle originale britannique (Dragon Records, 1973) |
| No                                                          | Titre                                                                | Durée                                                       |                                                             |                                                             |                                                             |                                                             |                                                             |                                                             |                                                             |
| ----------------------------------------------------------- | -------------------------------------------------------------------- | ----------------------------------------------------------- | ----------------------------------------------------------- | ----------------------------------------------------------- | ----------------------------------------------------------- | ----------------------------------------------------------- | ----------------------------------------------------------- | ----------------------------------------------------------- | ----------------------------------------------------------- |
|                                                             | 'Face A'                                                             |                                                             |                                                             |                                                             |                                                             |                                                             |                                                             |                                                             |                                                             |
| A1.                                                         | Sit Right Down                                                       | 4:44                                                        |                                                             |                                                             |                                                             |                                                             |                                                             |                                                             |                                                             |
| A2.                                                         | Pomp and Pride                                                       | 4:32                                                        |                                                             |                                                             |                                                             |                                                             |                                                             |                                                             |                                                             |
| A3.                                                         | Louie Louie (Richard Berry)                                          | 5:49                                                        |                                                             |                                                             |                                                             |                                                             |                                                             |                                                             |                                                             |
| A4.                                                         | I Can't Believe (Ike Turner)                                         | 3:32                                                        |                                                             |                                                             |                                                             |                                                             |                                                             |                                                             |                                                             |
|                                                             | 'Face B'                                                             |                                                             |                                                             |                                                             |                                                             |                                                             |                                                             |                                                             |                                                             |
| B1.                                                         | Redemption Song                                                      | 4:13                                                        |                                                             |                                                             |                                                             |                                                             |                                                             |                                                             |                                                             |
| B2.                                                         | Daddy's Home (James Sheppard, Clarence Bassett, Charles Baskerville) | 5:48                                                        |                                                             |                                                             |                                                             |                                                             |                                                             |                                                             |                                                             |
| B3.                                                         | Funky Kingston                                                       | 4:57                                                        |                                                             |                                                             |                                                             |                                                             |                                                             |                                                             |                                                             |
| B4.                                                         | It Was Written Down                                                  | 3:40                                                        |                                                             |                                                             |                                                             |                                                             |                                                             |                                                             |                                                             |
| 37:17                                                       |                                                                      |                                                             |                                                             |                                                             |                                                             |                                                             |                                                             |                                                             |                                                             |

| Édition vinyle américaine (Island Records, Mango Records, 1975) | Édition vinyle américaine (Island Records, Mango Records, 1975) | Édition vinyle américaine (Island Records, Mango Records, 1975) | Édition vinyle américaine (Island Records, Mango Records, 1975) | Édition vinyle américaine (Island Records, Mango Records, 1975) | Édition vinyle américaine (Island Records, Mango Records, 1975) | Édition vinyle américaine (Island Records, Mango Records, 1975) | Édition vinyle américaine (Island Records, Mango Records, 1975) | Édition vinyle américaine (Island Records, Mango Records, 1975) | Édition vinyle américaine (Island Records, Mango Records, 1975) |
| No                                                              | Titre                                                           | Durée                                                           |                                                                 |                                                                 |                                                                 |                                                                 |                                                                 |                                                                 |                                                                 |
| --------------------------------------------------------------- | --------------------------------------------------------------- | --------------------------------------------------------------- | --------------------------------------------------------------- | --------------------------------------------------------------- | --------------------------------------------------------------- | --------------------------------------------------------------- | --------------------------------------------------------------- | --------------------------------------------------------------- | --------------------------------------------------------------- |
|                                                                 | 'Face A'                                                        |                                                                 |                                                                 |                                                                 |                                                                 |                                                                 |                                                                 |                                                                 |                                                                 |
| A1.                                                             | Time Tough                                                      | 4:24                                                            |                                                                 |                                                                 |                                                                 |                                                                 |                                                                 |                                                                 |                                                                 |
| A2.                                                             | In the Dark (Hibbert, E. Chin)                                  | 2:49                                                            |                                                                 |                                                                 |                                                                 |                                                                 |                                                                 |                                                                 |                                                                 |
| A3.                                                             | Funky Kingston                                                  | 4:56                                                            |                                                                 |                                                                 |                                                                 |                                                                 |                                                                 |                                                                 |                                                                 |
| A4.                                                             | Love Is Gonna Let Me Down                                       | 3:17                                                            |                                                                 |                                                                 |                                                                 |                                                                 |                                                                 |                                                                 |                                                                 |
| A5.                                                             | Louie Louie (Richard Berry)                                     | 4:29                                                            |                                                                 |                                                                 |                                                                 |                                                                 |                                                                 |                                                                 |                                                                 |
|                                                                 | 'Face B'                                                        |                                                                 |                                                                 |                                                                 |                                                                 |                                                                 |                                                                 |                                                                 |                                                                 |
| B1.                                                             | Pomp and Pride                                                  | 4:29                                                            |                                                                 |                                                                 |                                                                 |                                                                 |                                                                 |                                                                 |                                                                 |
| B2.                                                             | Got to Be There                                                 | 3:06                                                            |                                                                 |                                                                 |                                                                 |                                                                 |                                                                 |                                                                 |                                                                 |
| B3.                                                             | Country Road (Bill Danoff, John Denver, Taffy Nivert)           | 3:25                                                            |                                                                 |                                                                 |                                                                 |                                                                 |                                                                 |                                                                 |                                                                 |
| B4.                                                             | Pressure Drop                                                   | 3:50                                                            |                                                                 |                                                                 |                                                                 |                                                                 |                                                                 |                                                                 |                                                                 |
| B5.                                                             | Sailin' On                                                      | 3:35                                                            |                                                                 |                                                                 |                                                                 |                                                                 |                                                                 |                                                                 |                                                                 |
| 38:20                                                           |                                                                 |                                                                 |                                                                 |                                                                 |                                                                 |                                                                 |                                                                 |                                                                 |                                                                 |

## Membres du groupe
- Frederick « Toots » Hibbert : chant
- Ralphus « Raleigh » Gordon : chant
- Nathaniel « Jerry » Matthias : chant
- Neville Hinds : claviers
- Jackie Jackson : guitare basse
- Paul Douglas : batterie
- Winston Grennan : batterie